# 8721 AMOS
För andra betydelser, se Amos.
8721 AMOS eller 1996 AO3 är en asteroid i huvudbältet som upptäcktes den 14 januari 1996 av AMOS-projektet vid Haleakalā-observatoriet. Den är uppkallad efter AMOS-projektet.
Asteroiden har en diameter på ungefär 50 kilometer och den tillhör asteroidgruppen Hilda.